# Rocco Normanno
Rocco Normanno (Taurisano, 21 agosto 1974) è un pittore italiano.

## Biografia
Svolti gli studi secondari superiori presso l’Istituto Professionale per il Commercio di Lecce, nel 1993 si trasferisce a Firenze, dove frequenta la facoltà di Giurisprudenza e può visitare i siti e le opere d'arte della città. Nel 2003 si diploma all’Accademia di Belle Arti di Firenze con una tesi su "Il Ritratto e la Fisiognomica". 
Nel 2005 incontra Vittorio Sgarbi, che l’anno successivo cura e organizza la prima mostra personale dell’artista alla Casa dell’Arte al Teatro di Piacenza. Nel 2007 venne invitato al Premio Michetti, Nuovi realismi, a Francavilla al Mare. Segue la partecipazione alle mostre collettive, tra cui: Nuovi pittori della realtà, al Padiglione di arte Contemporanea di Milano; Arte Italiana 1968-2007; Pittura, a Palazzo Reale, Milano; Accostamenti: L’antico e il contemporaneo nella Collezione Lia, al Museo Amedeo Lia di La Spezia; 51º Festival dei Due Mondi di Spoleto, preso il Palazzo Pianciani di Spoleto. Nel 2011 alcune sue opere vengono esposte alla 54ª Biennale di Venezia, Padiglione Italia – Sezione Puglia, Ex Convento dei Teatini, Lecce; e per gli Eventi speciali di Artisti per Noto e altrove, L’ombra del divino nell’arte contemporanea, al Palazzo Grimani di Venezia.
Nel 2015, col quadro Testa di bue, vince il Premio Pio Alferano. L’anno successivo vince il premio Eccellenti Pittori con Noi, Vittorio Sgarbi.

## Opere e critica
L’opera di Rocco Normanno è fondata sui modelli del realismo seicentesco legati al suo artista di riferimento, Caravaggio. Egli adatta le scene bibliche, mitologiche e letterarie alla realtà odierna. 
Vittorio Sgarbi lo definisce come un «pittore virtuoso, dotato di elevata tecnica e di grande genialità. Ripropone scene caravaggesche, studiate nel particolare ma riproposte con ambientazione e abiti moderni. Gli uomini e le donne dei suoi dipinti sono reali, non solo perché resi con assoluto realismo, ma nel senso che sono veri. Amici e conoscenti, chiamati a comporre la scena, che si trasformano in Davide e Golia, Caino e Abele, Giuditta e Oloferne, Medea e persino la Sacra Famiglia, in una singolare inquadratura contemporanea»’.